# WINS
WINS è l'acronimo di Windows Internet Naming Service ed è un'implementazione Microsoft del NBNS NetBIOS Name Server su Windows, un servizio di name server per NetBIOS.

## Descrizione
In sostanza WINS è per i nomi NetBIOS quello che il DNS è per i nomi di dominio - un mapping centrale di hostname risolti come indirizzi locali.
Così come il DNS, anche WINS è diviso in due parti: un Server Service che gestisce il Jet Database, la replicazione server-to-server,  le richieste di servizi (query e registrazione, rinnovi, deregistrazioni e conflitti); un client TCP/IP che gestisce la registrazione da parte di client, il rinnovo dei nomi e si incarica dell'esecuzione delle query.
Diversamente dal DNS, i mapping sono aggiornati dinamicamente (per esempio al boot della workstation), in modo che, quando un client necessita di contattare un altro computer sulla rete, può mantenere il proprio indirizzo IP (ottenuto via DHCP), tralasciando la funzionalità di WINS che fornisce un modo di mantenere i nomi dei client unici sulla rete.